# Monte di Pietà (Neapel)
Koordinaten: 40° 50′ 56″ N, 14° 15′ 27,8″ O
Der Palazzo del Monte di Pietà (kurz: Monte di Pietà) mit der dazugehörigen Cappella del Monte di Pietà von Neapel befindet sich in der Via San Biagio dei Librai, Nr. 114. Die Kapelle ist ein bedeutendes Zeugnis aus der Übergangszeit vom Spätmanierismus zum Frühbarock und gehört zu den bekanntesten Sehenswürdigkeiten Neapels. Sie sollte nicht verwechselt werden mit dem Pio Monte della Misericordia.

## Geschichte

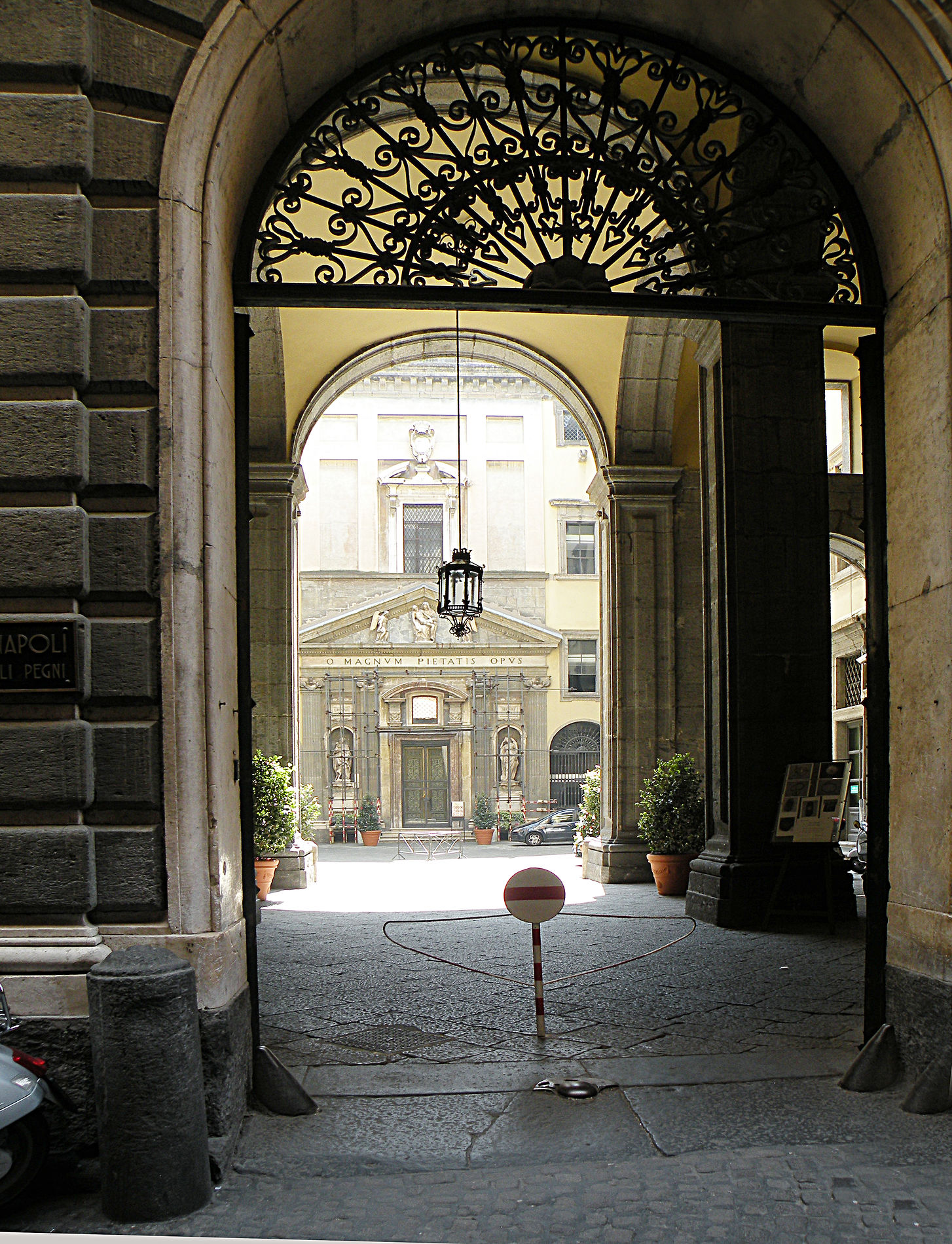
Blick durchs Portal des Palazzo in Atrium und Innenhof mit dem Portal der Kapelle

Der Monte di Pietà von Neapel wurde 1539 durch die Adligen Aurelio Paparo und Nardo di Palma gegründet. Ziel war ein nicht gewinnorientierter Geldverleih an wenig begüterte oder arme Personen, die ein Pfand als Sicherheit abgaben. Dieses wurde nach einer gewissen Frist (etwa ein Jahr) versteigert, wenn der Kunde bis dahin den Kredit nicht zurückzahlen konnte.
Ursprünglich stand an der Stelle des Palastes ein Gebäude der Grafen von Montecalvo, das 1576 vom Monte di Pietà erworben wurde. Der Neubau wurde vom Architekten Giovan Battista Cavagna und unter Beteiligung von Giovan Giacomo Conforto und Giovanni Cola di Franco ausgeführt und war laut einer Inschrift über dem Hauptportal 1599 beendet.
Der Palazzo entging während der Aufstände unter Masaniello 1647 mit knapper Not einem Brand, wurde aber 1786 durch eine Feuersbrunst beschädigt; dabei gingen das ehemalige Archiv, Pfänder und Geld verloren. Die berühmte Kapelle mit ihrer wertvollen künstlerischen Dekoration blieb jedoch verschont.
Der Monte di Pietà wurde zu Beginn des 21. Jahrhunderts vom Banco di Napoli-Intesa Sanpaolo Group Service geführt und für Büros genutzt; 2017 beabsichtigten sie den Verkauf des gesamten Gebäudekomplexes.

## Beschreibung

### Palazzo
Da das Gebiet nur schlecht beleuchtet war, entwarf Cavagna eine Fassade mit großen Fenstern, die möglichst viel Licht einfangen sollten. Vom Eingangsportal gelangt man zunächst in ein Atrium, das links zu den Büros führt. Es schließt sich ein Innenhof (cortile) an, an dessen Ende sich das Eingangsportal zur Kapelle des Monte di Pietà befindet.

### Kapelle und Sakristeien

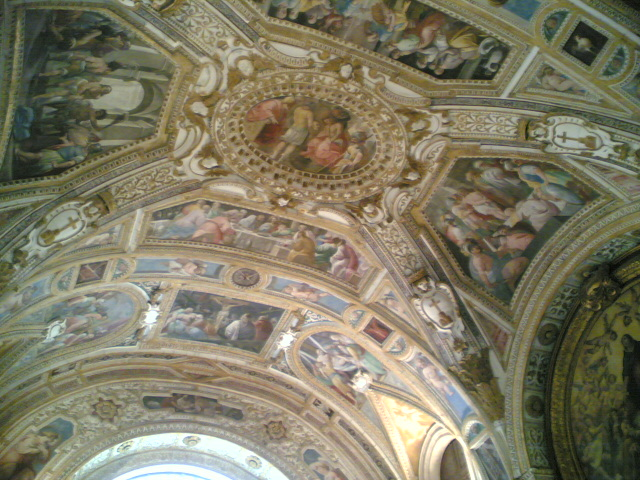
Freskendekor (1601–1603) von Belisario Corenzio und Battistello in der Kapelle

Rechts und links vom Eingangsportal der Kapelle, zwischen je zwei kannelierten Pilastern, befinden sich zwei allegorische Skulpturen der Sicherheit (Securitas) und der Nächstenliebe (Caritas) von Pietro Bernini (1600–1601), dem Vater von Gian Lorenzo Bernini. Im Zentrum des großen dreieckigen Giebels darüber eine Pietà von Michelangelo Naccherino (1601), und zwei Engel von Tommaso Montani (1603–1614).
Das Innere ist einschiffig und besitzt eine Dekoration aus vergoldetem Stuck und Fresken von Belisario Corenzio, der hier zwischen 1601 und 1618 zusammen mit dem jungen Battistello Caracciolo einen Zyklus über die Mysterien der Passion schuf.
Das Gemälde der Kreuzabnahme auf dem Hauptaltar malte Fabrizio Santafede in den Jahren 1601–1603. An den Wänden sieht man eine Himmelfahrt Mariä von Ippolito Borghese (1603) und eine Auferstehung Christi, die 1603 von Girolamo Imparato begonnen, aber erst zwischen 1607 und 1608 wiederum von Santafede beendet wurde.
In der Antisagrestia befindet sich das Grabmal für Kardinal Ottavio Acquaviva, das 1617 von Cosimo Fanzago errichtet wurde.

Die Sakristei enthält zahlreiche Kunstschätze und vergoldete Dekorationen mit Allegorien aus dem 17. Jahrhundert, das Fresko mit der Darstellung der Caritas an der Decke malte Giuseppe Bonito 1742.

Rechts gelangt man zur Sala Cantoniera mit einer hölzernen Pietà aus dem 17. Jahrhundert, Fresken und einem Maiolica-Fußboden, an den Wänden Porträts von Karl III. von Bourbon und Königin Maria Amalia.

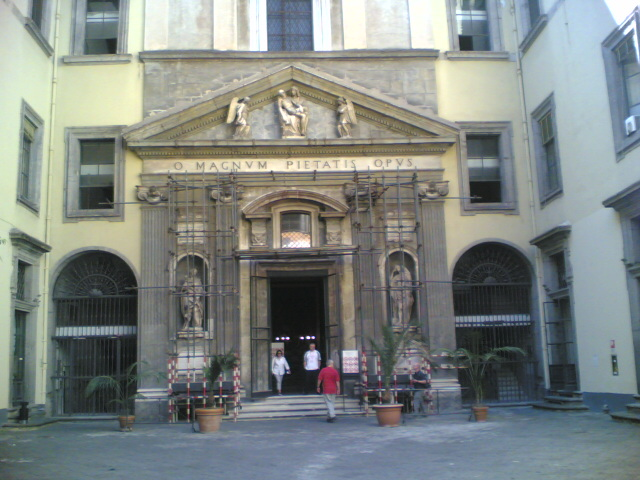
Fassade der Kapelle
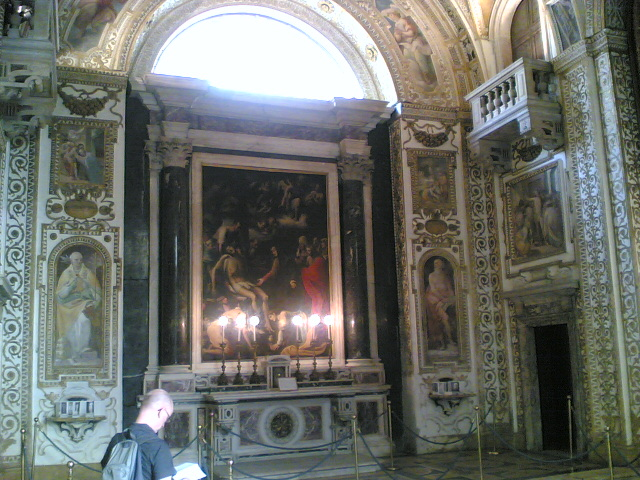
Der Hauptaltar mit Kreuzabnahme von Santafede in der Kapelle
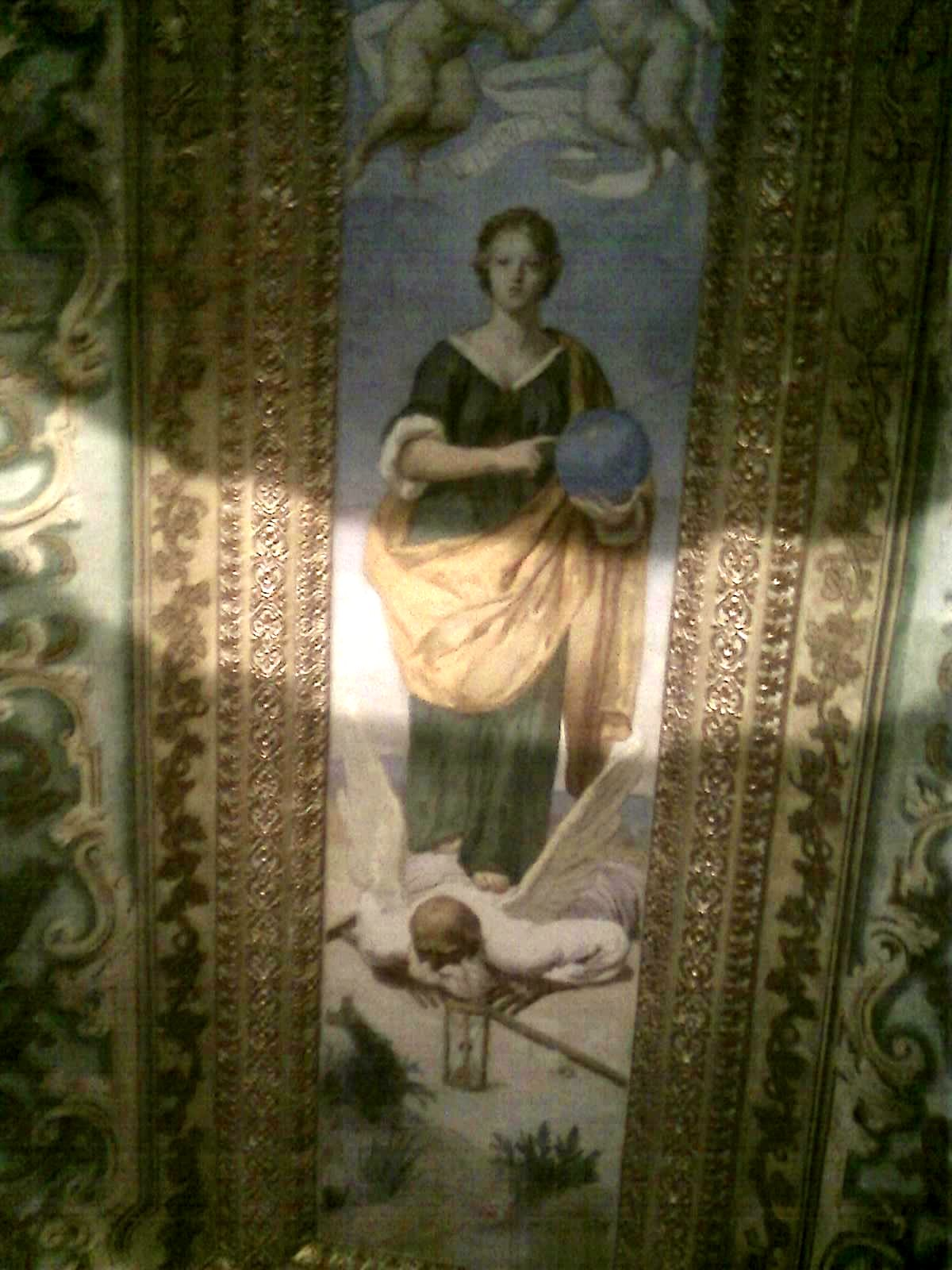
Detail der Fresken
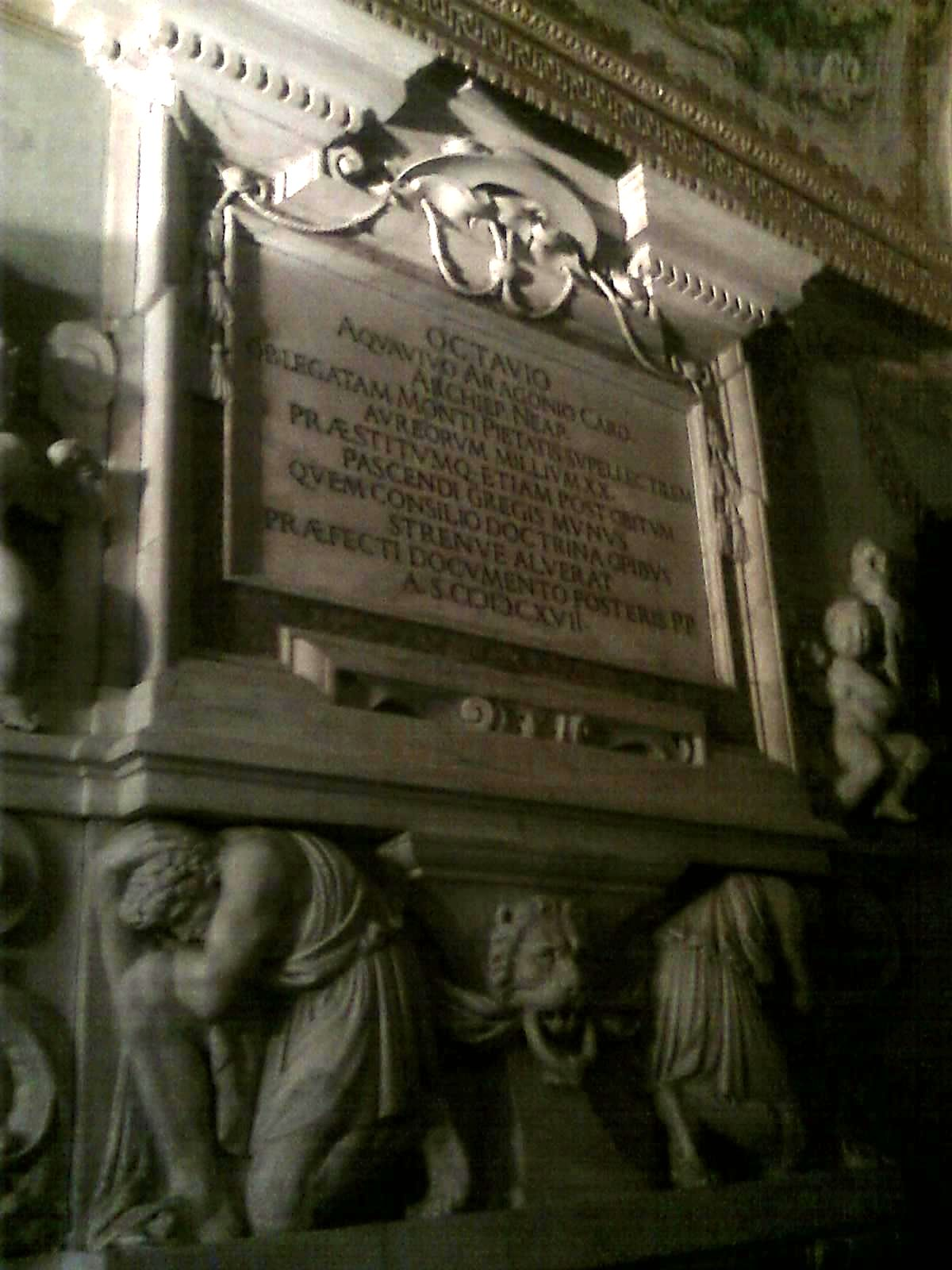
Grabmal des Ottavio Acquaviva (1617) von Cosimo Fanzago
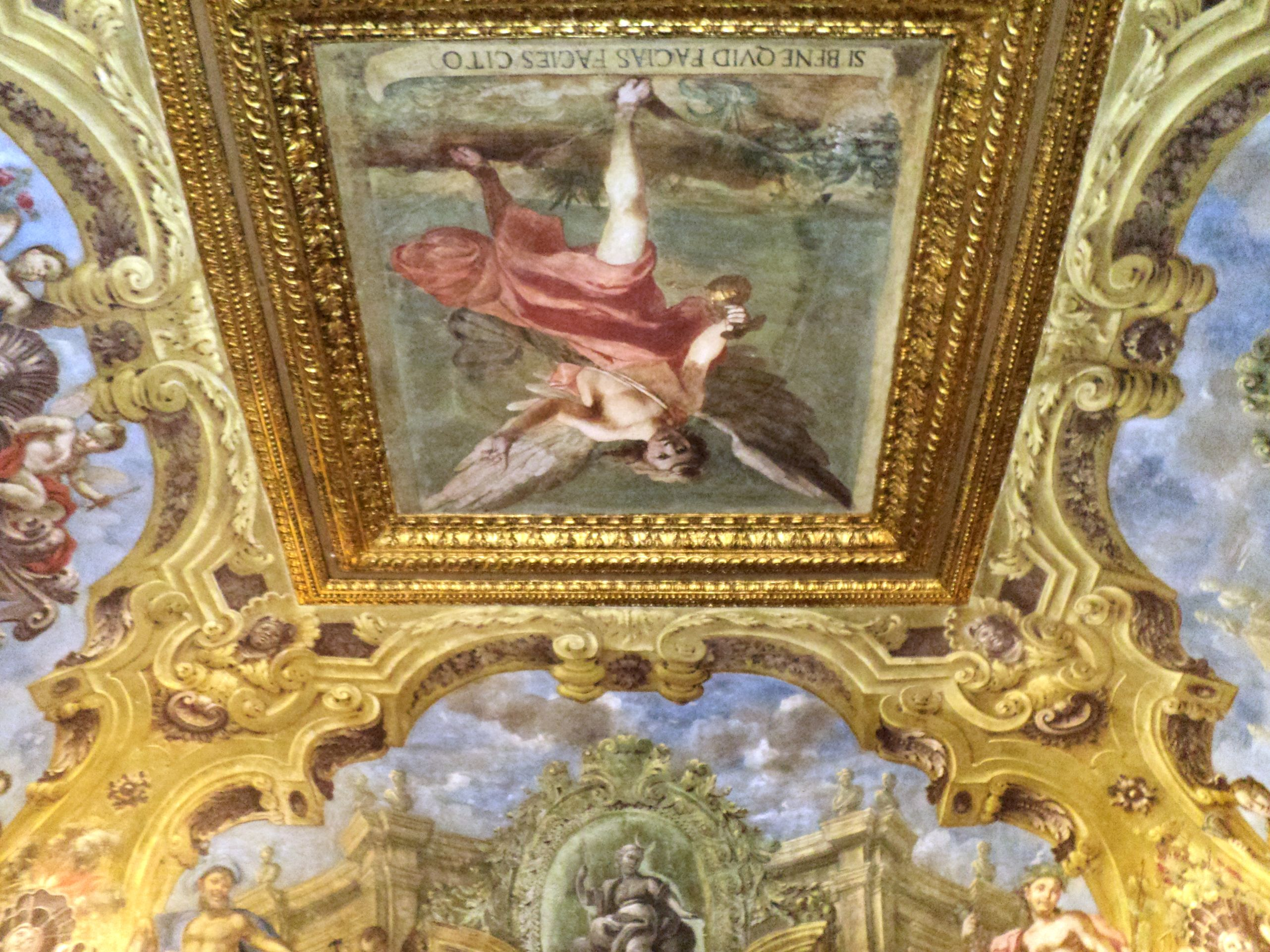
Detail der Fresken
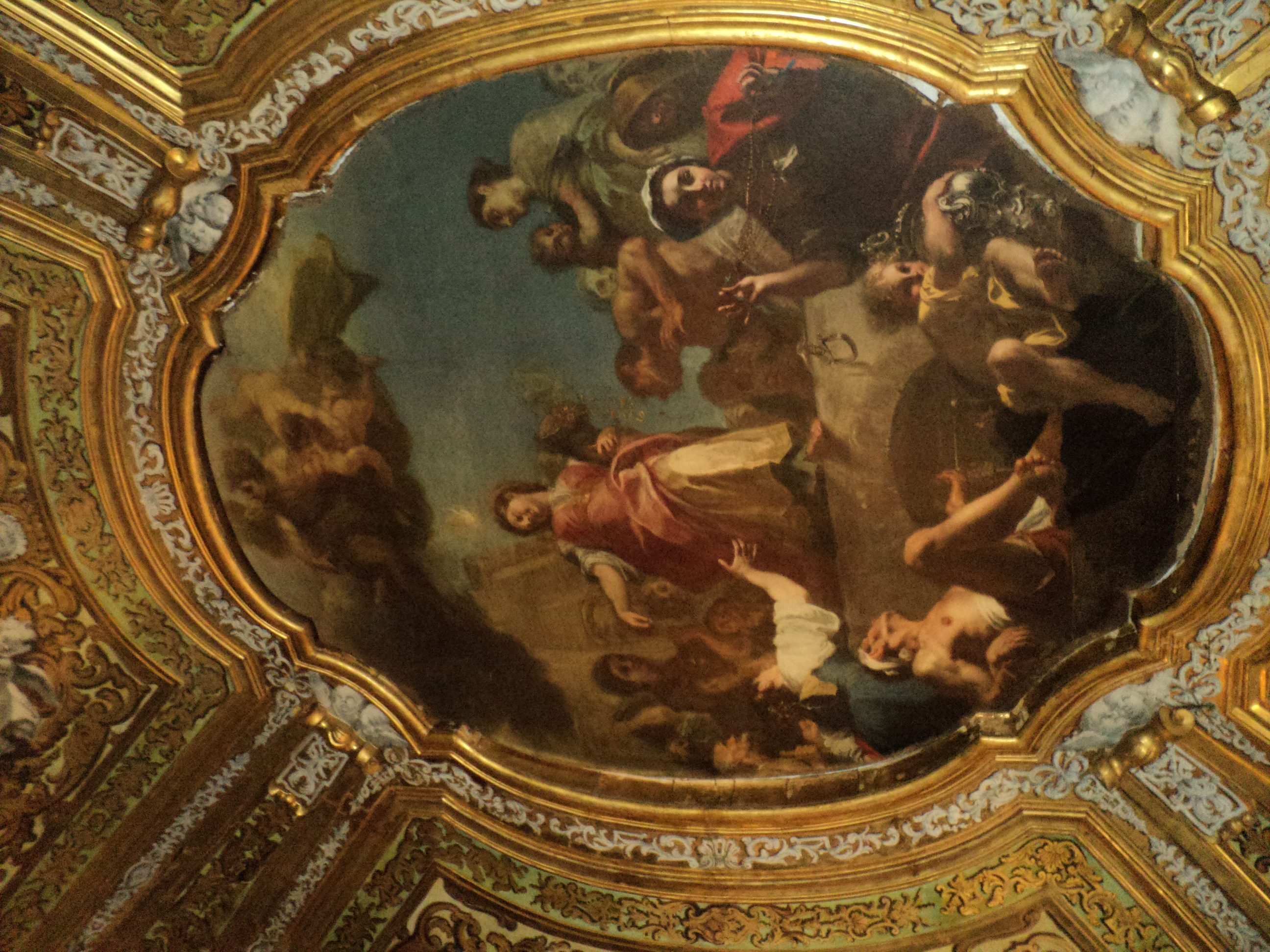
Deckenfresko Caritas (1742) von Giuseppe Bonito

## Weblinks

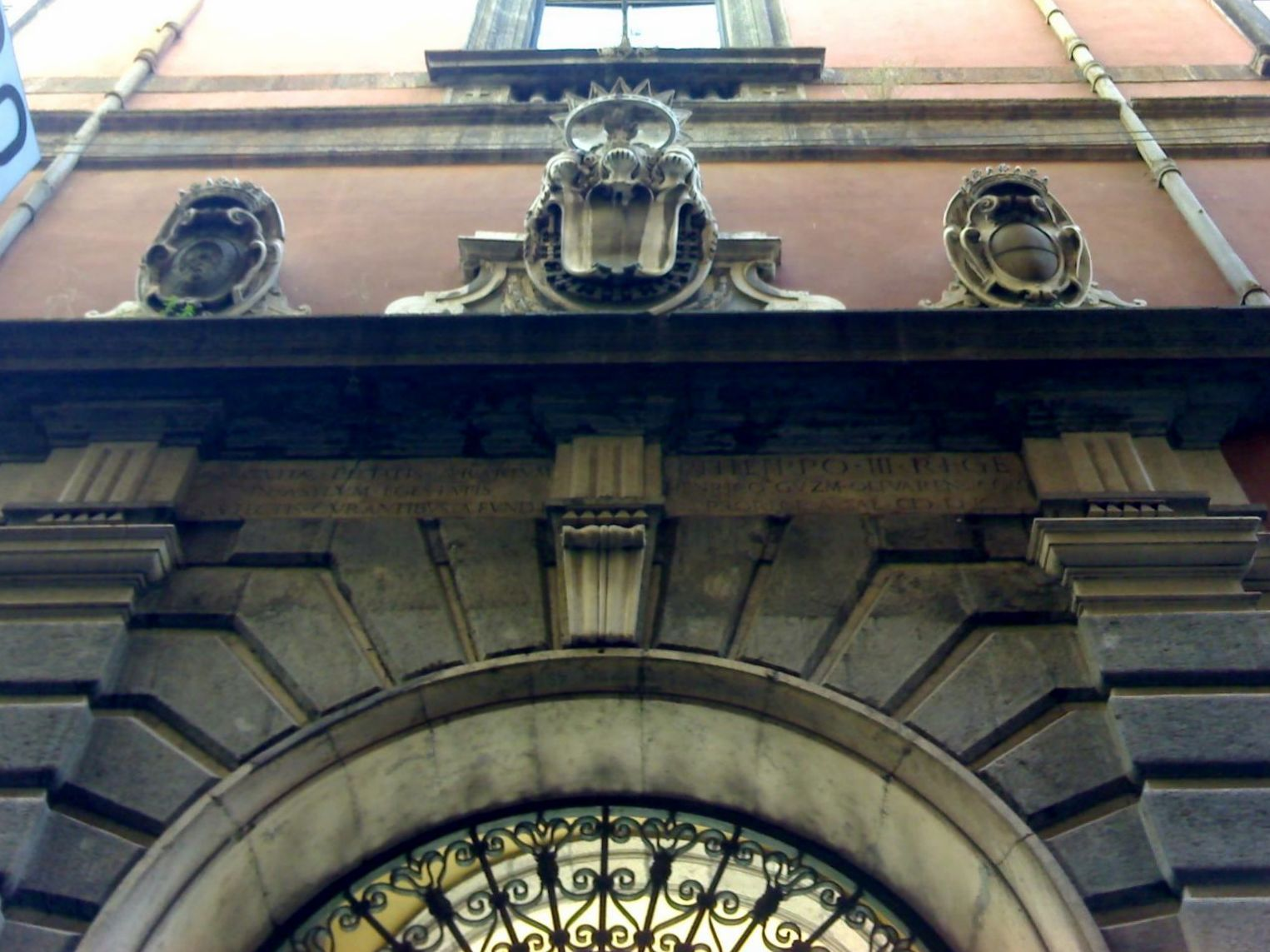
Wappen am Eingang des Palazzo del Monte di Pietà